# Emmetten
Emmetten (toponimo tedesco) è un comune svizzero di 1 661 abitanti abitanti del Canton Nidvaldo.

## Geografia fisica

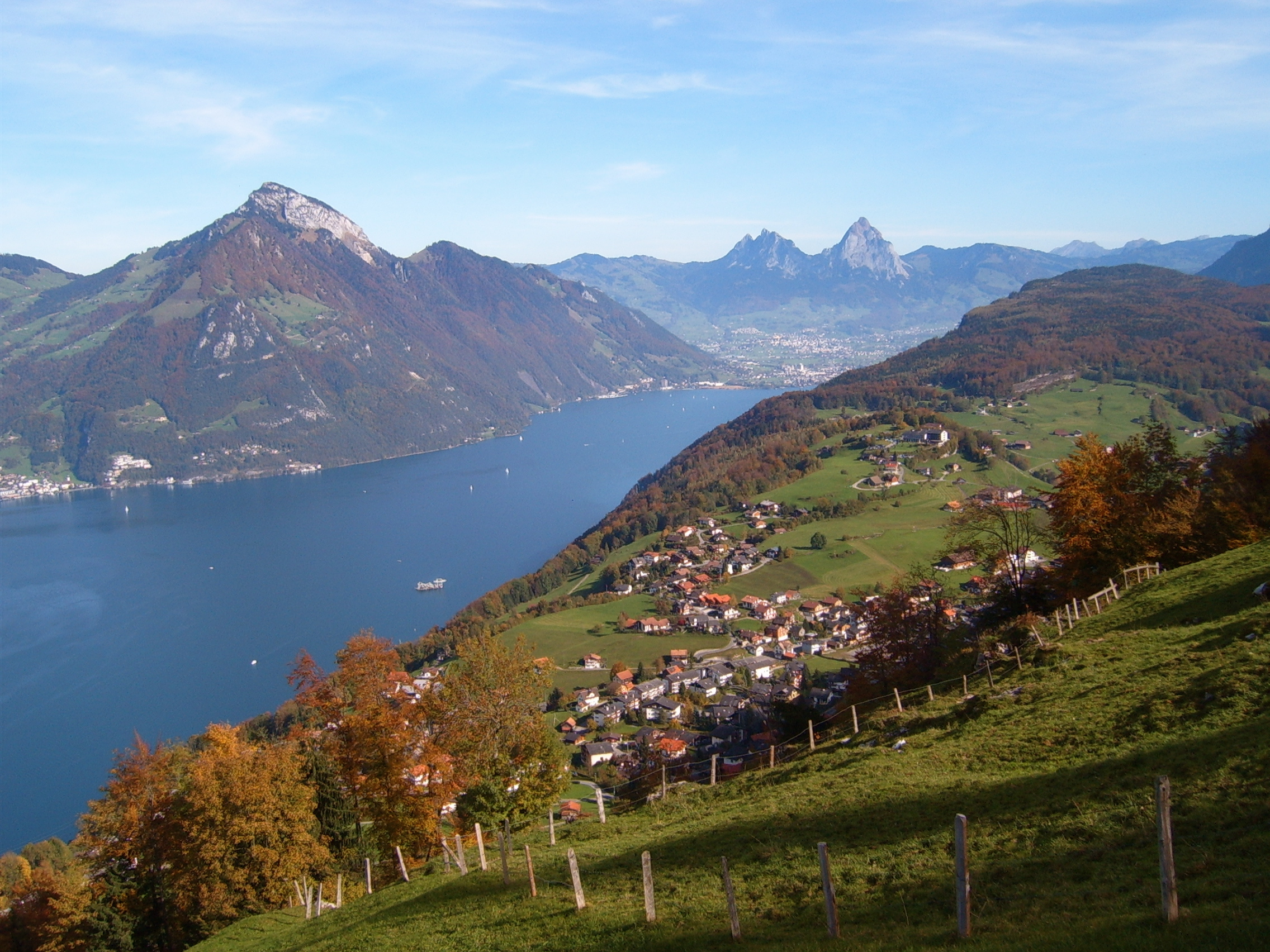
Emmetten, il lago dei Quattro Cantoni e, sullo sfondo, i monti Mythen

Il territorio del comune di Emmetten si estende tra la sponda meridionale del lago dei Quattro Cantoni e i monti Schwalmis, Niederbauen Kulm e Oberbauenstock.

## Storia
Il comune politico di Emmetten è stato istituito nel 1850.

## Monumenti e luoghi d'interesse
- Chiesa parrocchiale cattolica di San Giacomo, eretta nel 1479 e ricostruita nel 1614-1615 e nel 1932-1933[3];
- Cappella cattolica della Santa Croce, eretta nel 1791, con Danza macabra proveniente dall'ossario costruito nel 1710[3].

## Società

### Evoluzione demografica
L'evoluzione demografica è riportata nella seguente tabella:
Abitanti censiti

## Economia
L'apertura delle funivie per Niederbauen (1913) e per Stockhütte ha reso possibile lo sviluppo del turismo invernale, collegando Emmetten alla stazione sciistica di Klewenalp nel comune di Beckenried; l'economia locale si basa prevalentemente sul settore terziario e sul pendolarismo in uscita.

## Infrastrutture e trasporti
Emmetten sorge lungo la strada cantonale Beckenried-Seelisberg.